# Hochschule für Jüdische Studien Heidelberg

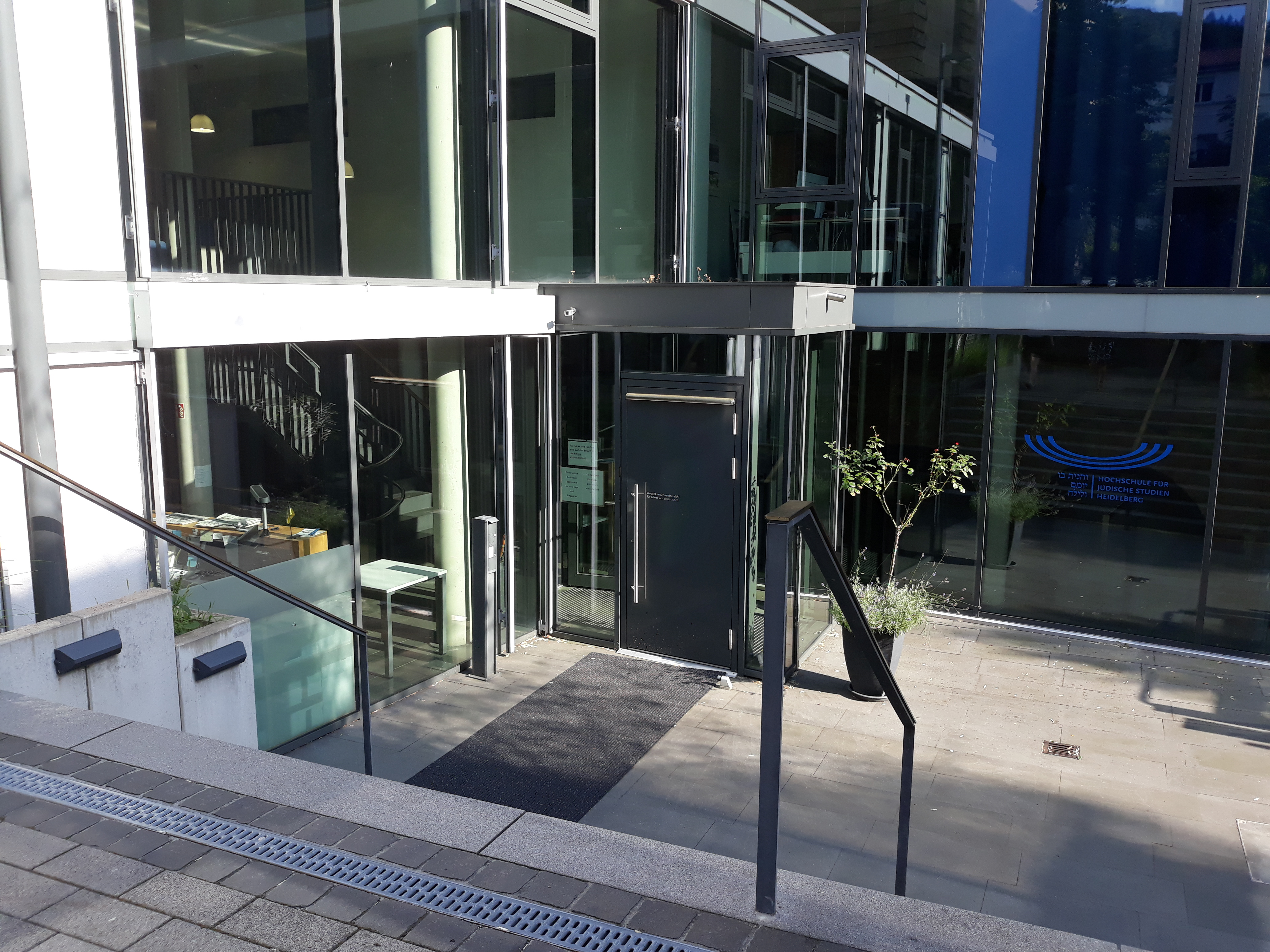
Neuer Haupteingang

Die Hochschule für Jüdische Studien Heidelberg (HfJS) ist eine 1979 gegründete private, staatlich anerkannte Hochschule in Heidelberg. Sie wird vom Zentralrat der Juden in Deutschland getragen und durch Bund und Länder finanziert. Sie kooperiert eng mit der Ruprecht-Karls-Universität und steht Bewerbern jeder Konfession offen.

## Geschichte
Die Hochschule für Jüdische Studien Heidelberg (HfJS) existiert seit 1979. Sie wird vom Zentralrat der Juden in Deutschland getragen und durch Bund und Länder finanziert.
Rektor ist seit dem 1. Oktober 2024 der Neuzeithistoriker Andreas Brämer.
Bereits 1971 hatten der damalige badische Landesrabbiner, Nathan Peter Levinson, und seine Ehefrau, die Judaistin Pnina Navè-Levinson, die Idee, eine Ausbildungsstätte für Rabbiner, Kantoren und Religionslehrer einzurichten. Das Institut sollte in der Tradition der „Lehranstalt für die Wissenschaft des Judentums“ in Berlin stehen und die jüdische Gelehrsamkeit in Deutschland wieder neu etablieren. Ein Jahr darauf beschloss der Oberrat der Israeliten Badens ein Memorandum, in dem Heidelberg als Sitz der Einrichtung und zugleich eine Kooperation mit der Ruprecht-Karls-Universität vorgeschlagen wurde. Der Zentralrat der Juden in Deutschland griff die Idee auf, beschloss aber, über die konfessionelle Ausrichtung hinaus einen wissenschaftlichen, für alle Interessierten offenstehenden Studiengang einzurichten und von einer Ausbildungsstätte für Rabbiner abzusehen.
1979 wurde nach einem Beschluss des Zentralrats der Juden in Deutschland die Hochschule für Jüdische Studien Heidelberg gegründet. Zum Gründungsrektor wurde der Rabbiner und Forscher auf den Gebieten der Geschichte der Juden und der Rabbinischen Literatur des Mittelalters, Leon A. Feldmann, bestellt. Der Lehrbetrieb wurde mit anfangs 16 Studierenden aufgenommen. Als akademische Einrichtung konzipiert, ist es ihr erklärtes Ziel – damals wie heute – ihren jüdischen und nichtjüdischen Studierenden, „die Vielschichtigkeit und Faszination des Judentums zu vermitteln und wissenschaftliche Akzente zu setzen“.
Zwei Jahre nach der Gründung folgte die staatliche Anerkennung, und 1995 erhielt die Hochschule das Promotionsrecht. Darüber hinaus ist sie seit 2007 Mitglied der Hochschulrektorenkonferenz und wurde 2009 durch den Wissenschaftsrat institutionell akkreditiert. Während des Aufbaus in den 1980er Jahren lehrten dort Professoren anderer Universitäten. Heute hat die Hochschule für Jüdische Studien Heidelberg elf Professuren und ebenso viele Assistenzstellen. Mit großer Bitterkeit urteilte Landesrabbiner Levinson 1996 in seinen Memoiren über die Hochschule für Jüdische Studien, sie sei ein „Rabbinerseminar für Christen“ geworden, zu keiner Zeit sei ernstlich eine Orientierung auf Rabbinerausbildung gelungen.
Die Hochschule für Jüdische Studien Heidelberg ist das europäische Kompetenzzentrum in ihrem Fach und dient als Ansprechpartnerin für Politik, Medien, Kirchen und Schulen.
Die Jüdischen Studien werden heute in Heidelberg in einer Vielzahl von Teildisziplinen unterrichtet. Diese decken nicht nur den Kernbereich der Jüdischen Studien ab, sondern beziehen Kunst, Politik, Literaturen, Sprachwissenschaft, Religionslehre und Nahoststudien ein.
Die Hochschule bietet außerdem eine europaweit einzigartig intensive Sprachausbildung in allen Sprachstufen des Hebräischen und anverwandter Sprachen an.
Die HfJS unterhält wissenschaftliche Beziehungen mit ausländischen Universitäten in Israel, Österreich und Schweden. Sie organisiert wissenschaftliche Tagungen und gibt eine wissenschaftliche Zeitschrift, die Trumah, heraus.

## Stiftungslehrstühle
Ignatz-Bubis-Stiftungslehrstuhl für Geschichte, Religion und Kultur des europäischen Judentums
Die Stiftungsprofessur wurde im Jahr 2001 eingerichtet. Sie ist dem Gedenken an den im Jahr 1999 verstorbenen Vorsitzenden des Zentralrats der Juden in Deutschland, Ignatz Bubis, gewidmet und wurde bis 2010 aus Mitteln der Alfried Krupp von Bohlen und Halbach-Stiftung finanziert. Der Lehrstuhl befasst sich mit der Geschichte, Religion und Kultur von Judentum im gesamten europäischen Raum bis hin zur Diaspora europäischer Gemeinden in Übersee. 
Die Schwerpunkte liegen bei Phasen politischer, sozialer und kultureller Transformation sowie bei den verschiedenen geistig-religiösen Bewegungen, wie sie für den wechselvollen Verlauf jüdischer Geschichte in Europa charakteristisch sind.
Das Interesse an der Vergangenheit jüdischer Geschichte, Religion und Kultur ist von der Gegenwart her mitbestimmt. Es bietet neben dem Verständnis für das Vergangene Erfahrungswissenschaft in Hinblick auf das Künftige. Die geschichtliche Perspektive öffnet Horizonte zum Verständnis heutiger jüdischer Existenz, ihres Herkommens und ihrer Gestalt.
Derzeitiger (Stand 2025) Lehrstuhlinhaber ist der Historiker Johannes Heil.
Im Rahmen der Ignatz Bubis-Stiftungsprofessur werden regelmäßig Vorträge, u. a. die jährliche Eugen-Täubler-Gedenkvorlesung, Tagungen und Kolloquien durchgeführt.
Ben-Gurion-Stiftungslehrstuhl für Israel- und Nahoststudien
Der vom Land Baden-Württemberg finanzierte Stiftungslehrstuhl beschäftigt sich in Forschung und Lehre mit dem Staat Israel als Teil der Region des Vorderen Orients. Als Brückenprofessur zwischen der Hochschule für Jüdische Studien Heidelberg und der Universität Heidelberg richtet sich das Lehrangebot des Lehrstuhls grundsätzlich an alle Studierenden des Hochschulstandorts Heidelberg. Derzeitiger (Stand 2025) Lehrstuhlinhaber ist Johannes Becke.
Lilli und Michael Sommerfreund-Gastprofessur für jüdische Kulturen
Der Lehrstuhl wurde 2018 eingerichtet und wurde bis 2025 jährlich mit einer Gastdozentur neu besetzt. Finanziell getragen wird er von der Lilli und Michael Sommerfreund-Stiftung.

## Weitere Lehrstühle an der HfJS
Quelle:
- Bibel und Jüdische Bibelauslegung
- Talmud, Codices und Rabbinische Literatur
- Geschichte des jüdischen Volkes
- Hebräische Sprachwissenschaft
- Jüdische Philosophie und Geistesgeschichte
- Jüdische Literaturen
- Jüdische Kunst
- Jüdische Religionslehre, -pädagogik und -didaktik

## Hochschulrabbinat
An der HfJS gibt es einen Hochschulrabbiner sowie ein Beth Midrasch, wodurch die Möglichkeit zu einer umfassend jüdischen Lebensführung gegeben ist.

## Studiengänge
- Bachelorstudiengänge
  - B.A. „Jüdische Studien“, 75 %, 50 % oder 25 % möglich, in Kombination mit einem Fach an der Universität Heidelberg
  - B.A. „Jüdische Religionslehre“ (Lehramtsoption) kompatibel mit den Lehramtsstudiengängen der Universität Heidelberg
- Masterstudiengänge
  - M.A. „Jüdische Studien“, konsekutiv nach mind. 50 % B.A. Jüdische Studien
  - M.A. „Jüdische Studien – Geschichte jüdischer Kulturen“ als Joint Degree mit der Karl-Franzens-Universität Graz, nicht-konsekutiv
  - M.A. „Jewish Civilizations“ in Kooperation mit dem Paideia-Institute in Stockholm, nicht konsekutiv
  - M.A. „Jüdische Museologie / Jewish Museology“ nicht konsekutiv
  - M.A. „Heidelberger Mittelalter Master“, interdisziplinärer Studiengang im Verbund mit der Ruprecht-Karls-Universität Heidelberg, nicht konsekutiv
  - M.A. „Ernst Robert Curtius für allgemeine und vergleichende Literaturwissenschaft“ im Verbund mit der Ruprecht-Karls-Universität Heidelberg, nicht konsekutiv

## Kooperationen
- Ruprecht-Karls-Universität Heidelberg
- Centrum für Jüdische Studien der Karl-Franzens-Universität Graz (gemeinsames Joint-Degree-Masterprogramm „Jüdische Studien – Geschichte jüdischer Kulturen“)
- Hebräische Universität Jerusalem
- Fachhochschule Heidelberg
- Pädagogische Hochschule Heidelberg
- Orthodoxe Rabbinerkonferenz Deutschland (ORD)
- Zentralarchiv zur Erforschung der Geschichte der Juden in Deutschland
- Ben-Gurion-Universität in Beʾer Scheva